# Willem Cornelisz Schouten

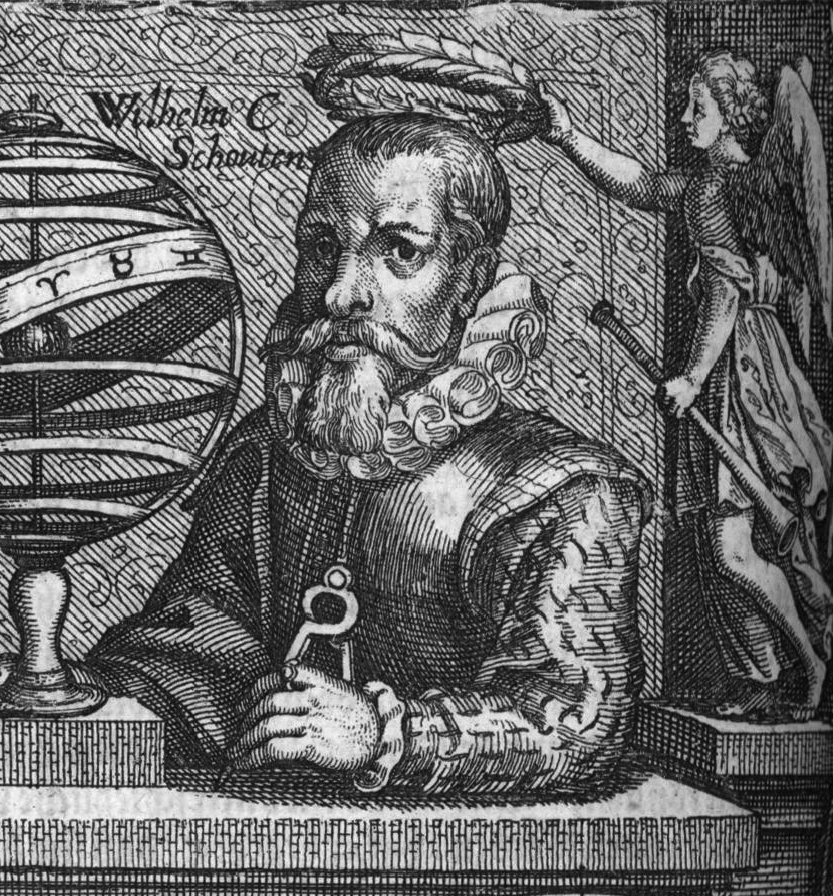
Willem Cornelisz Schouten (1631, d. h. post-mortem veröffentlicht)

Willem Cornelisz(oon) Schouten (* um 1580 in Hoorn; † 1625 in Baie d’Antongil, Madagaskar) war ein niederländischer Seefahrer. Er entdeckte unter anderem Kap Hoorn und die Tonga-Inseln.
Schouten hatte bereits drei Seereisen in die Südsee und eine nach Nowaja Semlja unternommen, als er von Isaac Le Maire  (* um 1558; † 1624) für eine Expedition eingestellt wurde. Er sollte einen neuen Weg nach Niederländisch-Indien finden, der weder über die von der Niederländischen Ostindien-Kompanie (VOC) als Monopol beanspruchten Routen um das Kap der Guten Hoffnung um Südafrika noch durch die Magellanstraße in Südamerika führen sollte.
Schouten und der Sohn von Isaac Le Maire, Jakob Le Maire, stachen am 14. Juni 1615 von der holländischen Insel Texel aus mit zwei Schiffen in See – der Eendracht und der Hoorn. Hoorn, nördlich von Amsterdam, war die Heimatstadt Schoutens und Le Maires, und Hoorner Kaufleute hatten die Fahrt finanziert.
Im Dezember erreichten die Schiffe Patagonien. Bei nun folgenden Reparaturen geriet die Hoorn versehentlich in Brand, und die Fahrt musste mit nur einem Schiff fortgesetzt werden. Schouten und Le Maire fanden die gesuchte Durchfahrt um die Südspitze Südamerikas – diese wurde nach dem verlorenen Schiff und der Heimatstadt in Holland Kap Hoorn benannt, die Schifffahrtsstraße aber Strait of Le Maire.

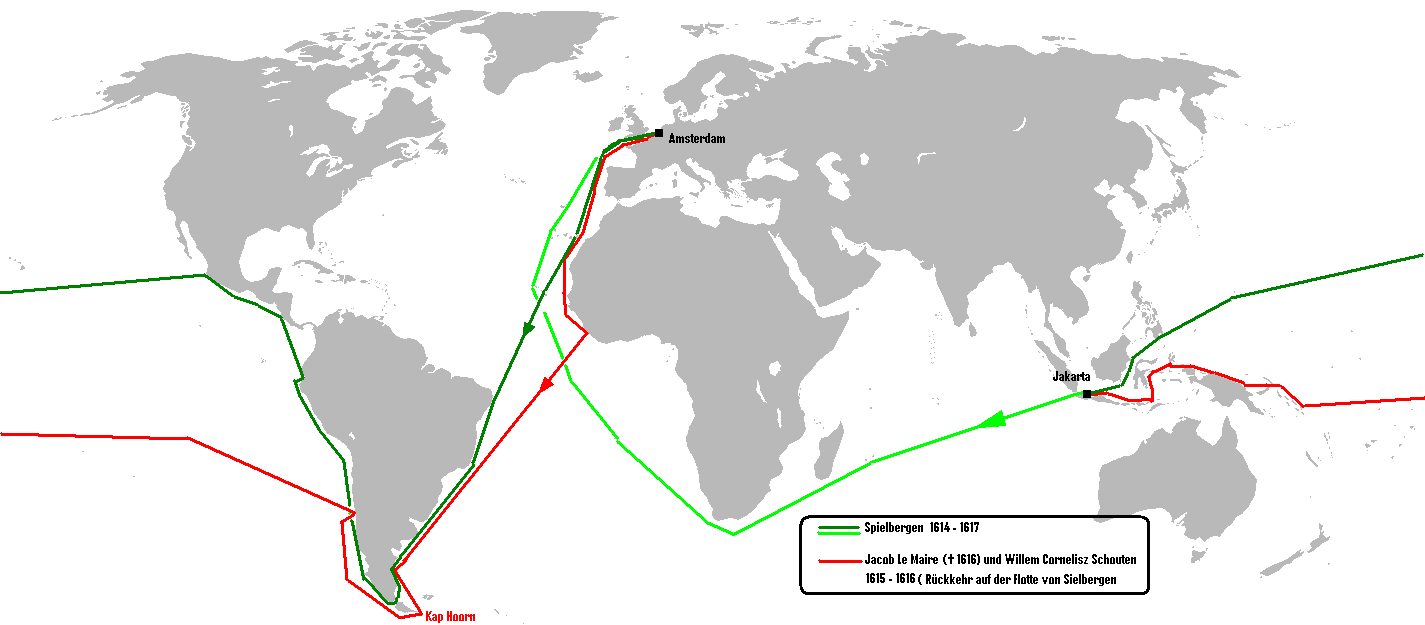
Reiserouten von Spielbergen, Le Maire und Schouten

Bei der Weiterfahrt durch den Pazifik wurden verschiedene Inseln entdeckt, die heute zu Tonga, Papua-Neuguinea (unter anderem Neuirland) und zu Wallis und Futuna gehören. In Ternate auf den Gewürzinseln wurde das Schiff voll Gewürze geladen und die Heimreise wurde über Java angetreten. Auf Java wurden Le Maire und Schouten verhaftet, da man ihnen vorwarf, das Monopol der VOC verletzt zu haben – man glaubte ihnen die Geschichte der neu entdeckten Seestraße nicht.
Die beiden wurden in Ketten auf der Flotte von Joris van Spielbergen, der zur selben Zeit ebenfalls eine Weltumsegelung unternahm, in die Niederlande zurückgeschickt, die Schiffe konfisziert. Jacob Le Maire starb auf dieser Fahrt zwischen Batavia und Amsterdam. Schouten konnte zurück in den Niederlanden ihre Entdeckung beweisen und wurde rehabilitiert.
Schouten hatte von 86 Mann Besatzung auf der 16 Monate dauernden Fahrt nur drei verloren, was für die damalige Zeit (Skorbut und Mangel an Süßwasser) ungewöhnlich wenig war und von der großen Umsicht dieses Kapitäns zeugte.
Siehe zur Vorgeschichte der Fahrt auch Jakob Le Maire

## Schriften
- Journal où description du merveilleux voyages (1619)
- Spilbergen, Joris van: Oost ende West-Indische Spieghel (1621) – Vollständig digitalisierte Reisebeschreibung Schoutens von 1621 mit Originalkarten und Abbildungen
- Edward Duyker (ed.): Mirror of the Australian Navigation by Jacob Le Maire: A Facsimile of the ‘Spieghel der Australische Navigatie ...’ Being an Account of the Voyage of Jacob Le Maire and Willem Schouten 1615–1616 published in Amsterdam in 1622. Hordern House for the Australian National Maritime Museum, Sydney, 1999, 202 S., ISBN 1-875567-25-9.